# Museum Salling
Museum Salling er et statsanerkendt, kommunalt museum med nationalt ansvar indenfor naturhistorie og kunst foruden det lokale ansvar for arkæologi og nyere tid.

## Udstillingerne
Museet udstiller på en lang række forskellige lokaliteter rundt om i Skive Kommune og havde i 2016 mere end 80.000 besøgende.
- Spøttrup borg
- Skive Museum i 2007
- Fur museum
- Det Lille Land
- Fossile fisk udstillet på Fur Museums
- Gammelt bundgarnshus indrettet som museet Gammel Havn

### Fur Museum
Et museum der rummer en stor samling af tidlig eocæne fossiler fundet i Fur Formationen. Museet fortæller om egnens geologi og er samtidig er et lokalmuseum med kulturhistorisk, etnologisk og arkæologisk virke på Fur.

### Skive Museum
Skive Museum genåbnede september 2018 som et nyt museum, efter to års renovering og tilbygning. Den nye museumsbygning rummer kunst, arkæologiske og kulturhistoriske udstillinger, børnemuseet Gadespejlet og Skive Byarkiv. I udstillingerne vises udvalgte kunstværker og genstande fra museets samlinger samt særudstillinger. I Skive Museums Wunderkammer kan man opleve kunst-, natur- og kulturhistoriske genstande og værker placeret side om side, så de taler sammen og får nye, uventede fortællinger frem. Formidlingsformen forventes primært at blive semi-permanente udstillinger, samt særudstillinger. Derudover vil der blive satset på konceptet børnemuseer og tværfaglige udstillinger.

### Spøttrup Borg
Spøttrup Borg er opført i 1520’erne som bispedømmets ”beskyttelse mod reformationen”. Med dobbelt voldgrav udgør den rammen for nogle af museets sommeraktiviteter som fx Bispens Marked og VM i middelalderkamp.
Selv om borgen først er opført ved middelalderens absolutte slutpunkt - og derfor inden for Museum Salling benævnes Spøttrup Borg i stedet for Middelalderborg - er den med sine voldanlæg et godt vidnesbyrd om, hvorledes middelalderens borge, fæstningsanlæg så ud. Restaureret kan borgen betegnes som en af de bedst bevarede middelalderborge i Danmark. Også selv om borgen i dens nuværende skikkelse er opført, hvor middelalderen med reformationen sluttede.
.

### Glyngøre Kulturstation
Byens forhenværende jernbanestation fra 1844 rummer et lokalhistorisk museum. På Kulturstationen bliver du klogere på byen Glyngøre – og på jernbanen, fiskeriet, industrien og kulturlivet, som har præget området. Glyngøre Kulturstation har tre skiftende særudstillinger hen over året - en Påskeudstilling, en sommerudstilling der åbner til Skt. Hans og en juleudstilling, som vises i december måned..
På kulturstationen har vi desuden en række faste traditioner. Du kan også opleve Musik på Plænen – og ikke mindst Mørkning i december, hvor der hver dag i julemåneden kommer en ‘hemmelig’ person og fortæller en hyggelig mørkningshistorie for børn og voksne.

### Fem lokalarkiver
Arkiverne på Fur, Sallingsund, Skive, Spøttrup og Sundsøre dækker tilsammen Skive Kommune og huser de skriftlige erindringer fra lokalområdet.

## Fusionen
Museum Salling er et fusionsmuseum, der blev til ved sammenlægningen af de tidligere Skive Museum, Spøttrup Borgmuseum på Spøttrup, Fur Museum, Skive Kunstmuseum, Salling og Omegns Museum, Skive Byhistorisk arkiv samt lokalarkiver fra hele Salling. Fusionen fandt sted 1. januar 2008 og museet hed fra 2012 til 2017 MUSE®UM.

## Ansvarsområde
Museets ansvarsområde omfatter tre museumskategorier
Naturhistorie, hvor museet fortrinsvis beskæftiger sig med molerets geologi i den vestlige del af Limfjorden.
Kulturhistorie, hvor museet varetager det arkæologiske og etnologiske ansvar i Skive Kommune.
Kunsthistorie, hvor museet skal indsamle og formidle dansk kunst fra 1900- tallet til nutiden, med tyngdepunkt i den ekspressive landskabsskildring og den nyrealistiske, figurative kunst, som den udfoldes i samtlige kunstneriske (visuelle) medier. Museet kan opbygge retrospektive samlinger af kunstnere med særlig tilknytning til Skiveegnen.
Museet skal gennem indsamling, registrering, bevaring, forskning og formidling inden for sit ansvarsområde virke for sikringen af Danmarks kulturarv og belyse:
- - Naturen, dens udvikling og nutidige miljø samt samspillet med mennesket.
- - Forandring, variation og kontinuitet i menneskers livsvilkår fra de ældste tider til nu.
- - Billedkunstens historie og aktuelle udtryk samt dens æstetiske og erkendelsesmæssige dimension.